# Love Not War (The Tampa Beat)
Singles par Jason Derulo
Take You Dancing
(2020) Lifestyle
(2021)
Clip vidéo
[vidéo] « Love Not War (The Tampa Beat) », sur YouTube
Love Not War (The Tampa Beat) est une chanson du chanteur américain Jason Derulo et du producteur français Nuka. Elle est sortie comme single le 20 novembre 2020 sous le label Sony Music, comme une reprise du titre 4 Brylean (WayzRmx2018) de Nuka,,. La chanson est écrite par Jacob Kasher, Jason Derulo, Ridge Manuka Maukava et Shawn Charles.

## Clip vidéo
Un clip accompagnant la sortie de Love Not War (The Tampa Beat) est sorti le 24 novembre 2020.

## Liste de titres
| 1. | Love Not War (The Tampa Beat) | 3:12 |

## Crédits
Crédits adaptés depuis Tidal.
- Nuka (en) – compositeur, parolier, producteur, interprète associé
- Jacob Kasher – compositeur, parolier
- Jason Derulo – compositeur, parolier, interprète associé, chant
- Shawn Charles – compositeur, parolier
- John Hanes – ingénieur
- Charles Gibson – guitare
- Kevin Tuffy – ingénieur mastérisation
- Serban Ghenea – ingénieur mixage
- Ben Hogarth – ingénieur vocal

## Classements hebdomadaires
| Classements (2020–21)                    | Meilleure position |
| ---------------------------------------- | ------------------ |
| Allemagne (GfK Entertainment)            | 9                  |
| Australie (ARIA)                         | 49                 |
| Autriche (Ö3 Austria Top 40)             | 14                 |
| Belgique (Flandre Ultratop 50 Singles)   | 15                 |
| Belgique (Flandre Ultratop R&B/Hip-Hop)  | 3                  |
| Belgique (Wallonie Ultratop 50 Singles)  | 4                  |
| Belgique (Wallonie Ultratop R&B/Hip-Hop) | 5                  |
| Bulgarie (Prophon)                       | 8                  |
| Canada (Hot 100)                         | 92                 |
| Croatie (HRT)                            | 20                 |
| France (SNEP)                            | 30                 |
| France (SNEP Radio)                      | 5                  |
| France (Digital Songs)                   | 8                  |
| Global 200 (Billboard)                   | 105                |
| Irlande (Irish Singles Chart)            | 43                 |
| Pays-Bas (Nederlandse Top 40)            | 3                  |
| Pays-Bas (Single Top 100)                | 6                  |
| Pologne (ZPAV)                           | 1                  |
| Roumanie (Airplay 100)                   | 1                  |
| Royaume-Uni (UK Singles Chart)           | 26                 |
| Slovaquie (IFPI Rádio)                   | 2                  |
| Slovaquie (IFPI Singles Digitál)         | 61                 |
| Suède (Sverigetopplistan)                | 97                 |
| Suisse (Schweizer Hitparade)             | 5                  |